# 1755 en droit
Cet article présente les faits marquants de l'année 1755 en droit.

## Événements
- Caraïbes : saisie, sans déclaration de guerre, de navires français par les Britanniques. Début de la grande guerre de l’Empire (1755-1763) entre la France et la Grande-Bretagne (guerre de Sept Ans)[1].

- 24 janvier (11 janvier du calendrier julien) : oukase de fondation de l’université de Moscou, créée à l'instigation de Mikhaïl Lomonossov et Ivan Chouvalov (droit, philosophie et médecine)[2].

- 13 février : à Java, les Hollandais imposent le traité de Giyanti par lequel le royaume de Mataram est divisé entre le roi et un de ses oncles[3].

- 10 avril : le Sénat russe examine le projet de nouveau code des lois, rédigé par une commission pour la modernisation des lois depuis le 23 septembre 1754. Après l'approbation du Sénat, l'impératrice Élisabeth refuse de signer les textes le 28 juillet[4].

- 11 août : grand Dérangement des Acadiens de la région de Beaubassin, rassemblés à Fort Cumberland[5].

- 5 septembre : grand Dérangement à Grand-Pré et à Pisiguit ; six à sept mille Acadiens, soit la moitié de la population, sont expulsés à l'automne vers les colonies du Massachusetts et de Géorgie[5].

- 30 décembre : réformes dans le Milanais autrichien. Établissement de la Ferme générale et d’un cadastre sur toutes les propriétés soumises à l’impôt direct (Pompeo Neri (it))[6]. Uniformisation de l’administration communale (1755) et provinciale (1756 et 1758).

## Naissances
- 30 janvier : Barnabé de Veyrier, magistrat français († 30 janvier 1845).
- Date précise inconnue :
  - Giuseppe Luosi, juriste italien, ministre de la Justice du royaume d'Italie de 1805 à 1814 († 1er octobre 1830).